# Tomopterna cryptotis
Tomopterna cryptotis es una especie  de anfibios de la familia Pyxicephalidae.

## Distribución geográfica
Se encuentra en Angola, Botsuana, Camerún, Djibuti, Eritrea, Etiopía, Kenia, Lesoto,  Malawi, Malí, Mauritania, Mozambique, Namibia, Níger, Nigeria, Senegal, Somalia, Sudáfrica, Sudán, Sudán del Sur, Suazilandia, Tanzania, Uganda, Zambia, Zimbabue y, posiblemente también, en Benín, Burkina Faso, República Centroafricana, Chad y Guinea.
Es una especie de sabana.